# Hartmannswiller
Hartmannswiller – miejscowość i gmina we Francji, w regionie Grand Est, w departamencie Górny Ren.
Według danych na rok 1990 gminę zamieszkiwały 503 osoby, 105 os./km².